# Chittawadgi, Hungund
Chittawadgi là một làng thuộc tehsil Hungund, huyện Bagalkot, bang Karnataka, Ấn Độ.